# Bahaba taipingensis
Bahaba taipingensis är en fiskart som först beskrevs av Albert William Herre 1932.  Bahaba taipingensis ingår i släktet Bahaba och familjen havsgösfiskar. IUCN kategoriserar arten globalt som akut hotad. Inga underarter finns listade.